# Guiu II d'Alvèrnia
Guiu II d'Alvèrnia, fill del comte Robert IV d'Alvèrnia i de Mafalda de Borgonya, fou comte d'Alvèrnia de 1199 a 1222. Posseïa sobretot els castells de Tournoël (municipi de Volvic) i de Châtel-Guyon (municipi que significa literalment «castell de Guiu»).
Guiu va entrar en conflicte amb el seu germà Robert, bisbe de Clarmont d'Alvèrnia que el va excomunicar. Robert va contractar mercenaris bascos amb els quals va devastar les terres comtals durant dos anys. El comte va demanar la intercessió del papa Innocenci III, però abans que aquest hagués pogut intervenir tropes comtals van fer presoner al bisbe; llavors el papa va escriure als bisbes de Conserans i Riez i a l'abat de Citeaux perquè negociessin l'alliberament del bisbe a canvi d'una penitència sua pel comte ("proporcional als excessos comesos"); finalment l'arquebisbe de Bourges, Enric de Sulli, va reconciliar als dos germans (juliol de 1199) i el maig 1201 es va signar un tractat de pau. La reconciliació fou sincera doncs el 1202 Guiu va deixar les seves possessions sota administració temporal del seu germà (fins "a la pau amb el rei de França"); els bisbes van conservar tota la vila de Clarmont fins al 1552 quan el parlament la va concedir a Caterina de Mèdici. El 1206 el conflicte entre comte i bisbe es va reprendre i el primer va fer altre cop presoner al segon que va demanar ajut al para Innocenci III i al rei de França. El papa va excomunicar a Guiu i el rei va anar a la regió amb un exèrcit i va imposar a Guiu l'alliberament de Robert i una promesa de reparació.
El 1208 va heretar una part del comtat de Rodès que el comte Guillem de Rodès, li va deixar al morir. però la situació era conflictiva i el 1209 va vendre els seus drets a Ramon VI de Tolosa i Roergue que ja en posseïa una altra part. Aquest mateix any va prendre part a la croada contra els albigesos; pel camí el 27 de maig de 1209 va fer testament a Herment en el que deixava hereu al seu fill gran, en defecte al segon i, també en defecte, al tercer; la seva dona seria usufructuaria.
Guiu II es va enfrontar el 1211 una vegada més al seu germà Robert i va atacar l'abadia reial de Mossac i el priorat de Marsat. El rei Felip II de França va enviar les tropes reials conduïdes per Guiu II de Dampierre que va assetjar i va prendre el seu castell de Tournoël (Tourniole) el desembre de 1212 i es diu que unes 120 places (1212). Guiu II seguia lluitant el 1213 i no sembla que hagués aconseguit arribar a cap treva o entesa. El rei li va confiscar bona part del comtat d'Alvèrnia pel qual Guiu es reconeixia vassall del duc de Guyena i rei d'Anglaterra, i les va agregar al domini reial de França. Es diu que el comte va implorar clemència i li fou atorgada però va haver de reconèixer les annexions fetes pel rei.
Va morir vers el 1122 (abans de 1124) i fou enterrat a l'abadia de Bouschet. Es va casar vers 1180 amb Peronella de Chambon (que li va aportar en dot la terra de Combrailles) i amb la que va tenir tres fills (esmentats al testament):
- Guillem XI d'Alvèrnia
- Hug (mort després de 1239)
- Guiu
- Helis casada amb Ramon IV vescomte de Turena
- Margarida, casada amb Heracli de Montflour
- Una altra filla de nom desconegut, que fou monja.